# Portezuelo (Chile)
Portezuelo é uma comuna da província de Ñuble, localizada na Região de Biobío, Chile. Possui uma área de 282,3 km² e uma população de 5.470 habitantes (2002).